# 吳獻
吳獻（？—17世紀），字呈偉，肇慶府新興縣人，南明政治人物。

## 生平
吳獻是隆武元年（1645年）的舉人，永曆帝即位，他到肇慶上陳對策，獲授職方主事。陳邦彥起兵，吳獻耗盡家財聯合鄉兵跟隨，和張家玉、陳子壯呼應。之後陳子壯敗走高明，他被亂箭射中，易服逃走；清士兵用刀要脅他的妻子陸氏，要求她交出吳獻，陸氏不說話，趁機投水而死。當初土寇掠奪靜村，吳獻討平賊人；開平羅村有族人依附流寇，官兵計劃屠鄉，他請求分別處理，保全當地數百人。適逢他收留殘兵，回到肇慶招募，人們都因為他之前德德行而響應，軍勢恢復。後來吳獻遷任兵部左侍郎；永曆帝走到梧州，他從行到南寧、安龍，升任兵部尚書，滇京失陷後，歸鄉。部下陰謀抓住他投降清朝，他發現後逃去，隱姓埋名避居龍江鄉，憂鬱而死。

## 引用
1. 1 2  錢海岳《南明史·卷五十六·列傳第三十二》：吳獻，字呈偉，肇慶新興人。隆武元年舉於鄉。昭宗即位，詣肇慶陳策，授職方主事。陳邦彥兵起，散家財結鄉兵隨之，與張家玉、陳子壯相應。後子壯敗走高明，獻中流矢，易服遁。清兵以刃脅其妻陸，強索獻，卒不言，乘間投水死。
2. ↑  錢海岳《南明史·卷五十六·列傳第三十二》：初土寇掠靜村，獻討平之；開平羅村有族匪隨賊，官兵將屠其鄉，獻請分別治之，保全者數百人，多德獻。會獻收殘敗，還肇慶募兵，於是遠近響應，軍勢復振。累遷兵部左侍郎。上走梧州，從扈南寧、安龍，擢尚書，滇京亡後歸。麾下謀執獻降，獻覺逃去，變姓名居龍江鄉，人無識之。久之，鬱鬱死。